# Malki Ciflik, Veliko Tărnovo
Malki Ciflik (în bulgară Малки Чифлик) este un sat în comuna Veliko Tărnovo, regiunea Veliko Tărnovo,  Bulgaria. 

## Demografie
Componența etnică a satului Malki Ciflik
     Bulgari (60,86%)
     Turci (36,23%)
     Nicio identificare (2,89%)
     Altele (0%)
La recensământul din 2011, populația satului Malki Ciflik era de 276 locuitori. Din punct de vedere etnic, majoritatea locuitorilor (60,86%) erau bulgari, cu o minoritate de turci (36,23%). Pentru 2,89% din locuitori nu este cunoscută apartenența etnică.